# Bhimapur
Bhimapur (en népalais : भिम्मापुर) est un comité de développement villageois du Népal situé dans le district de Bardiya. Au recensement de 2011, il comptait 10 053 habitants.